# Поликлет Млади
Поликлет Млади (на гръцки: Πολύκλειτος ο Νεότερος) е древногръцки архитект и скулптор, живял и работил в Епидавър през 4 век пр.н.е. Син е на известния скулптор Поликлет Стари. Получава слава главно с архитектурните си постижения и по-малко – със скулптурните си творби. Принципите, които прилага в архитектурата са високо ценени в древността. Античните критици приемат, че той е ненадминат като архитект, но го упрекват в липса на разнообразие в скулптурните му произведения. Като скулптор създава само малко на брой статуи на божества.
Едни от най-известните му архитектурни постижения са изградени в Епидавър – толосът с функциите на светилище и най-добре запазеният античен театър в Гърция, с прекрасна акустика (350 – 330 г. пр.н.е.). В него се провеждат и съвременни представления.
- Толосът е кръгло светилище, заобиколено с два реда колони – 14 коринтски във вътрешния кръг и 26 дорийски – във външния. Посветен е на Асклепий, в чест на когото в сградата е провеждана култова дейност.[4] На някои от вътрешните колони са написани имената на болни, излекувани от Асклепий и са изредени болести, заедно с начина на лечението им.[5] Над тристепенна платформа е разположена рампа, която води до източния вход. Сградата е богата на резбовани архитектурни елементи и е настлана с бял и черен варовик.[4] Архитектурните детайли са с висока естетическа стойност, сравними с тези на Ерехтейона.[5] Под толоса е създаден лабиринт, до който се достига през отвор в пода. Предполага се, че там са били държани свещените змии.[4]

- Театърът е величествена постройка, свързана хармонично с околния пейзаж, който служи като декор на театралните действия.[1] Първоначално е предвиден за 6210 места, но е допълнен с още 21 реда над диазомата (широка хоризонтална пътека), с което капацитетът му се увеличава на 14 000 седящи места.[3] Впечатляващи са отделните архитектурни елементи като тържествените портали на проходите (пароди), отделящи театрона от скенето. Великолепната акустика на театъра се осигурява от специфичния профил на театрона и резонаторите, разположени под скамейките.[1] Седалките са достатъчно широки, за да позволят на зрителите спокойно да отпуснат крака на по-долната седалка, без да докосват или пречат на седящите на нея.[3]